# Qatar ExxonMobil Open 2000
Відкритий чемпіонат Катару 2000 (також відомий як Qatar ExxonMobil Open 2000 за назвою спонсора) — 8-й чоловічий тенісний турнір, який відбувся з 3 по 10 січня в місті Доха (Катар) на відкритих твердих кортах у Міжнародному центрі тенісу і сквошу Халіфа. Був одним зі змагань ATP International Series як частини Туру ATP 2000. Фабріс Санторо виграв титул в одиночному розряді.

## Переможці

### Одиночний розряд
Фабріс Санторо —  Райнер Шуттлер, 3–6, 7–5, 3–0 зн. 

### Парний розряд
Марк Ноулз /  Максим Мирний —  Алекс О'Браєн /  Джаред Палмер, 6–3, 6–4 